# Мыс Марии (село)
Мыс Марии — упразднённое село в Охинском районе Сахалинской области. На момент упразднения входило в состав Москальвинского сельсовета. Исключено из учётных данных не ранее 2004 года.

## География
Располагалось северо-запдной оконечности полуострова Шмидта мысу Марии, на расстоянии приблизительно в 90 км (по прямой) к северо-западу от города Оха.

## История
Возникло в 1932 году. По данным на 1937 год поселок Маяк Мария входил в состав Нывровского сельсовета Охинского района.
Постановлением Администрации Сахалинской области от 17.06.2004 № 84-па посёлок Мыс Марии преобразован в село.

## Население
| 1937 | 2002 |
| ---- | ---- |
| 14   | ↘0   |